# Ухтер Мучи
Ухте́р Мучи́ (настоящее имя Геннадий Терентьевич Тере́нтьев; 1929—2006) — советский чувашский актёр, режиссёр, драматург, переводчик. Народный артист Чувашской АССР
  (1976). Заслуженный артист РСФСР (1982). Лауреат Государственной премии имени К. С. Станиславского (1971).

## Биография
Родился 17 октября 1929 года в деревне Старое Буяново — ныне Новобуяновское сельское поселение (Янтиковский район, Чувашия).
Учился в Новобуяновской семилетней школе, работал почтальоном, прицепщиком на тракторе (в годы Великой Отечественной войны). В 1947—1949 и 1953—1954 годах был художественным руководителем Янтиковского районного Дома культуры. В 1949—1953 годах служил в Советской армии. Окончил среднюю школу рабочей молодёжи в городе Чебоксары, а в 1956 году — двухгодичную студию при Чувашском государственном академическом драматическом театре имени К. В. Иванова (ЧГАДТ).
Вся его творческая биография связана с ЧГАДТ. В 1954—1989 годах работал актёром, в 1971—1998 годах заведовал литературной частью. Также проявил себя как мастер кинодубляжа. Сыграл множество ролей в радио- и телепостановках. Выступал как чтец, пропагандировал произведения чувашской художественной литературы по радио. На протяжении десяти театральных сезонов работал общественным директором филиала ЧГАДТ и режиссёром народного театра в селе Янтиково. Известен как исполнитель чувашских народных песен Ухтер Мучи.
Член СП СССР (1972).
Умер 13 апреля 2006 года в Чебоксарах.

## Основные роли
- 1959 — «Никита Бичурин» В. П. Романова — Н. А. Бестужев
- 1968 — «Константин Иванов» И. С. Максимова-Кошкинского — И. Я. Яковлев
- 1971 — «Снега» Ю. П. Чепурина — В. И. Ленин
- 1977 — «На распутье» Нар Урини — князь Юман
- 1978 — «После молнии — гром» Н. Т. Терентьева — И. Я. Яковлев
- «Нарспи» К. В. Иванова — Сетнер
- «Соперники» П. Н. Осипова — Тимуш
- «Чёрный хлеб» М. Ильбека — Элендей
- «Деньги для Марии» В. Г. Распутина — Кузьма

## Известные работы
Автор более 10 драматических произведений, которые с успехом шли на сценах театров республики, в ЧГАДТ:
- «Нонка юратăвĕ» (Нонкина любовь, 1963), инсценировка по повести болгарского писателя И. Петрова;
- «Хурăнлăхра çуркунне» (Весна в Хоронварах, 1964);
- «Савнă йăмрасем» (Сыновья, 1972);
- в соавторстве с Е. А. Афанасьевым — «Алăри кайăк» (Выигрыш, 1977);
- «Шехри леш тĕнчере» (Шехри на том свете, 1983);

а также в Чувашском государственном театре оперы и балета — музыкальные комедии:
- «Энĕш хĕрринче» (На берегу Аниша, 1968);
- «Эльпуçĕнчи Нарспи» (Нарспи из Эльбусь, 1973);
- «Анаткасра» (В Анаткасах, 1977), «Çĕмĕрт шап-шурă çеçкере» (Белым-бела черёмуха, 1980);
- «Савни-савниçĕм, сан пĕлесчĕ» (Милая, если бы ты знала, 1984).

Автор-инсценировщик и исполнитель главной роли в телеспектакле «Ухтер мучи юррисем» (Песни деда Ухтера, 1980 и 1986).

## Награды и звания
- Государственная премия РСФСР имени К. С. Станиславского (1971) — за исполнение роли И. Н. Ульянова в спектакле «Волны бьют о берег» Н. Т. Терентьева, поставленный на сцене ЧГАДТ;
- заслуженный артист Чувашской АССР (1970);
- Народный артист Чувашской АССР
  (1976);
- заслуженный артист РСФСР (1982).